# SK Liepājas Metalurgs
Der Sporta Kluba Liepājas Metalurgs war ein lettischer Sportverein aus Liepāja in Kurland, Lettland.

## Geschichte
Namensgeber und Finanzier des Vereins war die metallverarbeitende Firma Liepājas Metalurgs. Im November 2013 meldete der Besitzer und dessen Liepājas Metalurgs Insolvenz an, woraufhin auch der Sportverein Insolvent ging.
Der Verein bestand aus zwei Fußballabteilungen (Frauen und Männer), einem Frauen-Basketballteam, sowie einem männlichen Eishockeyteam.

### Eishockey
Das Aushängeschild des Vereines war die Eishockeyabteilung, die zwischen ihrer Gründung 1997 und Auflösung 2013 fünfmal Lettischer Meister wurde.

#### Halle
Die Mannschaft spielt ihre Heimspiele in der 3.000 Plätze fassenden Olimpiskā ledus halle.

### Fußball
Die Fußballabteilung ging 1997 aus dem 1909 in Liepāja gegründeten Verein Olimpija Liepāja hervor. 1998 und 1999 konnte der Verein die Vizemeisterschaft erringen. 2006 wurde man nach einem 2:1 nach Verlängerung gegen Skonto Riga erstmals lettischer Pokalsieger seit der Unabhängigkeit von Lettland. Bereits ein Jahr zuvor, im Jahre 2005, wurde man erstmals Meister in Lettland.
Die Frauenfußballabteilung gewann 2010 erstmals die lettische Meisterschaft und spielte die Saison 2011/2012 erstmals in der UEFA Women’s Champions League. Nachdem der Liepājas Metalurgs insolvent gegangen war, wurde der Verein aufgelöst. Die Fußballabteilung wurde von ehemaligen Vorstandsmitgliedern des FK Liepājas Metalurgs im Februar 2014 als FK Liepāja neugegründet.

#### Stadion
Die Männer, Frauen und Jugendmannschaften tragen ihre Heimspiele im Daugava-Stadion Liepāja aus.

### Basketball
Die Frauenbasketballabteilung spielt seit 2005 in der Lettischen Frauen Basketball Liga (LSBL).